# Cheimarrichthys fosteri
Cheimarrichthys fosteri ist ein schmerlenähnlicher Fisch aus der Gruppe der Barschverwandten, der in  schnellfließenden Flüssen Neuseelands vorkommt.

## Merkmale
Cheimarrichthys fosteri wird maximal 16 Zentimeter lang, bleibt aber für gewöhnlich bei zehn bis zwölf Zentimeter. Er hat eine schmerlenartige Gestalt, mit einem breiten, unterseits flachen Kopf und einem starken Körper. In Anpassung an die Lebensweise in starker Strömung sind die Brust- und Bauchflossen breit. Die Bauchflossen sind kehlständig und befinden sich vor den Brustflossen. Der Rückenflosse gehen drei bis vier kurze, isoliert Hartstrahlen voraus. Sie selbst ist kurz und lang. Die Afterflosse wird von einem Hart- und 15 Weichstrahlen gestützt. Die Schwanzflosse ist leicht gegabelt. Das Maul ist klein und nicht vorstülpbar. Die Schnauze ragt über den Unterkiefer hinaus. Entlang des Seitenlinienorgans können 50 Schuppen gezählt werden.

## Lebensweise
Cheimarrichthys fosteri ist wenig erforscht. Er laicht im Frühling und hat ein marines Larvenstadium. Nach der Metamorphose wandern die Jungfische in die Flüsse und verbringen den Rest ihres Lebens im Süßwasser. Sie leben vor allem in schnell fließenden größeren Flüssen mit felsigem Untergrund. Möglicherweise kommt der Fisch bis in Höhen von 700 Metern und bis zu 300 km von der Küste entfernt vor. Die Fische ernähren sich von wasserlebenden Insekten, die sie mit ihrem unterständigen Maul von den Felsen fangen.